# Poplar Bluff
Poplar Bluff är administrativ huvudort i Butler County i Missouri. Ortnamnet har en topografisk förklaring: orten grundades vid ett stup och det växte poppelträd i området.